# 21187 Setsuo
21187 Setsuo este o planetă minoră (asteroid), cu un diametru de 4,312 km, din centura de asteroizi. A fost descoperită pe 31 martie 1994 la Kitami Observatory⁠(d) de Kin Endate. 
Obiectul prezintă o orbită caracterizată de o semiaxă mare de 2,3639759 UAi, o excentricitate de 0,11, o înclinație de 12,06266 ° în raport cu ecliptica.